# Christian Tietz
Christian Tietz (Berlin, 1995. április 3.) német labdarúgó, aki jelenleg a Dynamo Dresden játékosa.

## Statisztika
2015. július 31. állapot szerint.
| Klub              | Szezon           | Bajnokság | Bajnokság | Kupa  | Kupa  | Nemzetközi | Nemzetközi | Összesen | Összesen |
| Klub              | Szezon           | Meccs     | Gólok     | Meccs | Gólok | Meccs      | Gólok      | Meccs    | Gólok    |
| ----------------- | ---------------- | --------- | --------- | ----- | ----- | ---------- | ---------- | -------- | -------- |
| Dynamo Dresden II | 2013–14          | 1         | 0         | 0     | 0     | —          | —          | 1        | 0        |
| Dynamo Dresden II | 2014–15          | 12        | 0         | 0     | 0     | —          | —          | 12       | 0        |
| Dynamo Dresden    | 2015–16          | 0         | 0         | 0     | 0     | —          | —          | 0        | 0        |
| Karrier összesen  | Karrier összesen | 13        | 0         | 0     | 0     | 0          | 0          | 13       | 0        |

## Külső információk
- Christian Tietz Transfermarkt